# 9 мм Браунинг длинный
9 мм Браунинг длинный (фр. 9 mm Browning long) — военный пистолетный патрон центрального воспламенения, разработанный в 1903 г. для Браунинга 1903 принятого на вооружение в  Нидерландах, Франции, Сербии, Турции, Швеции, а также для Отдельного корпуса жандармов и Московской столичной полиции в Российской империи. В литературе иногда именуется как 9x20SR, но такое обозначение никогда не применяли ни производители оружия, ни патронов.

## Описание
9-мм патрон разработан Дж. Браунингом совместно с бельгийской компанией Фабрик Насьональ (FN) для пистолета армейского образца Browning FN M1903. Изначально патрон не имел в своём наименовании дополнение «длинный» и именовался как 9 mm Browning (фр. cartouche pour pistolet Browning calibre 9 m/m). Патрон стал именоваться «длинным» после появления в 1908 г «короткого» 9-мм патрона Браунинга — с целью избежания путаницы.
Патрон похож на увеличенный в диаметре самый первый пистолетный патрон Браунинга — 32 Auto (7,65 мм). Но внешне и конструктивно представляет собой  укороченный предыдущий патрон Браунинга — 38 Auto (.38 ACP): гильза укорочена с 23 до 20 мм, масса пули уменьшена с 8,4 г до 7,1 г, заряд также ослаблен. Как и все ранние пистолетные патроны Браунинга цилиндрическая гильза имела частично выступающий фланец и проточку над ним, фиксация пули в гильзе осуществлялась закаткой дульца гильзы в достаточно глубокую каннелюру (проточку) на оболочке пули. При досылании в ствол пистолета патрон целиком с фланцем гильзы входил в патронник и фиксировался в нём этим выступающим фланцем, для которого была сделана специальная расточка в патроннике. Своим передним краем дульце ни во что не упиралось, пульного входа в стволах перед нарезами не было: при выстреле пуля как бы совершала прыжок (англ. jump) до нарезов.
Патрон 9 мм Браунинг длинный внешне близок к патрону 9 мм Парабеллум, но немного короче при немного более длинной гильзе. Патрон 9 мм Браунинг длинный снаряжается сравнительно более лёгкой пулей (7 г против 7,5...8 г у парабеллума) и также из-за несколько ослабленного заряда имеет меньшую мощность, что позволяло использовать его в пистолетах со свободным затвором.
Патроны 9 мм Браунинг длинный производились в Австро-Венгрии (Австрии), Бельгии, Великобритании, Германии, США (ограниченно), Франции, Швеции. Кроме того Германия во время Первой мировой войны поставляла эти патроны союзнику в Османскую империю (для закупленных ранее пистолетов Browning M1903); патрон также использовался в Южной Африке, Российской империи и СССР (1920-30-е гг.), Королевстве СХС, Финляндии и других странах, куда поставлялись бельгийские и шведские браунинги этого калибра.
После Второй мировой войны патрон выпускался в основном в Швеции, где пистолеты Browning m/07 ещё имелись в использовании армии и полиции, и на экспорт. Впоследствии итальянская компания «Фиокки» (GFL) включила данный патрон в свою линейку выпускаемых "патронов старых образцов". По меньшей мере с апреля 2014 года сербская компания «ППУ» также производит патроны 9 мм Браунинг длинный. У патрона производства данного завода масса пули 7 г, диаметр пули указан 9,11 мм (0,3585″) и скорость пули 350 м/с. Также данная компания предлагает на продажу отдельно гильзы и пули для самостоятельного снаряжения этих патронов.
Пули патронов поздних шведских и сербских выпусков уже не имеют каннелюры и фиксация пуль в гильзах осуществляется только посадкой в натяг, что благоприятно сказывается на кучности стрельбы. 

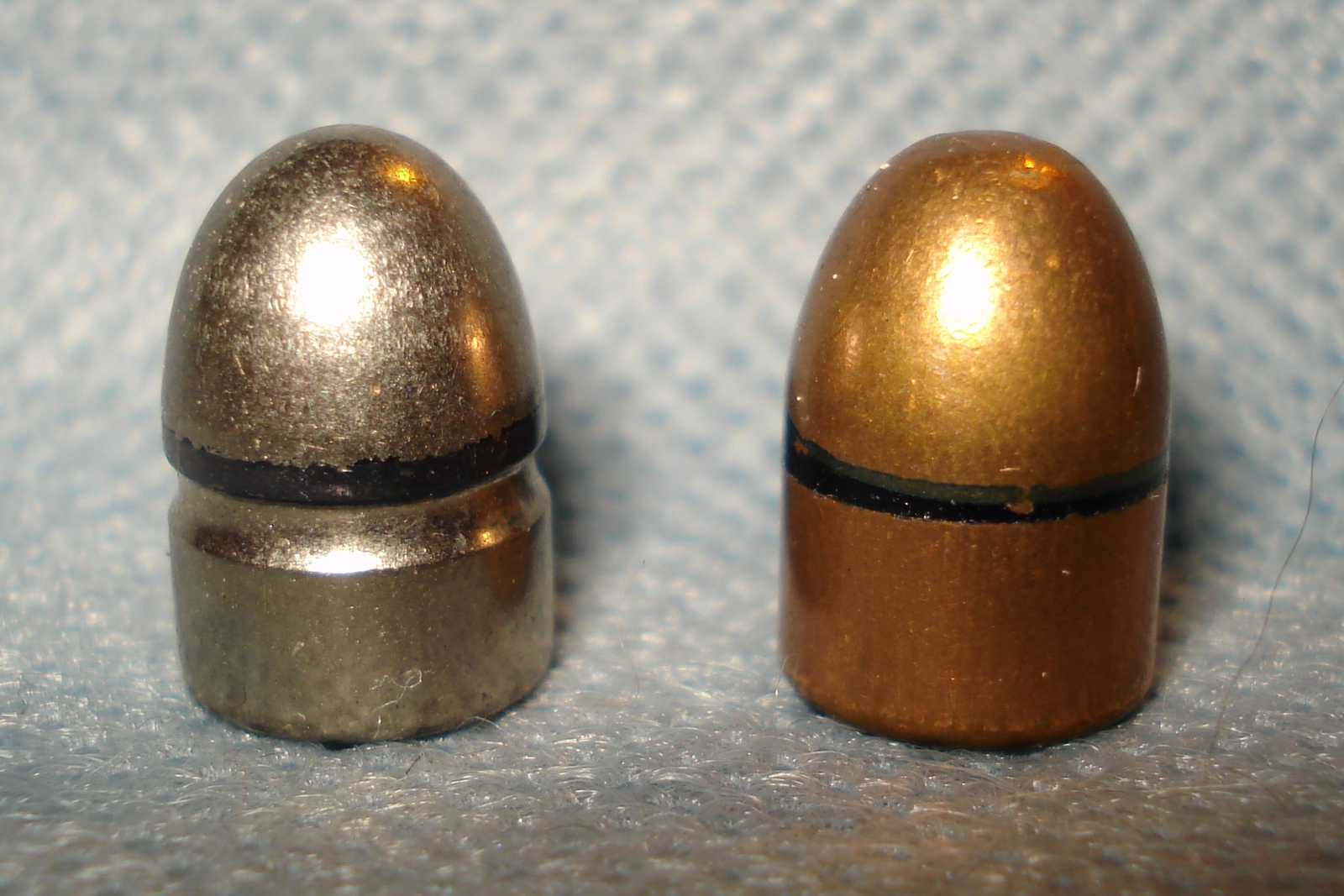
Ранняя пуля с глубокой каннелюрой (проточкой) патрона "9 мм Браунинг длинный" (слева) и пуля позднего варианта без проточки (справа).

В соответствии с ПМК максимальный диаметр пули — 9,09 мм, минимальный калибр ствола по полям — 8,92 мм, по нарезам — 9,12 мм.
Патрон является устаревшим и сейчас часто трудно найти гильзы пригодные для переснаряжения. Для самостоятельного "ручного" снаряжения берут гильзу 38 Super и укорачивают до нужной длины; также подходят револьверные гильзы патронов 38 S&W, 38 Special и 357 Magnum, но кроме укорачивания у револьверных гильз необходимо уменьшать диаметр фланца.
Данные по переснаряжению патронов доступны на некоторых веб-сайтах и ряде руководств по снаряжению патронов, например норвежской Ladeboken. По этому руководству: порох — 0,29 г (4,5 грана) N340, пуля — 7 г (110 гран) Norma J, длина патрона — 27,7 мм (1,09″), скорость — 248 м/с.

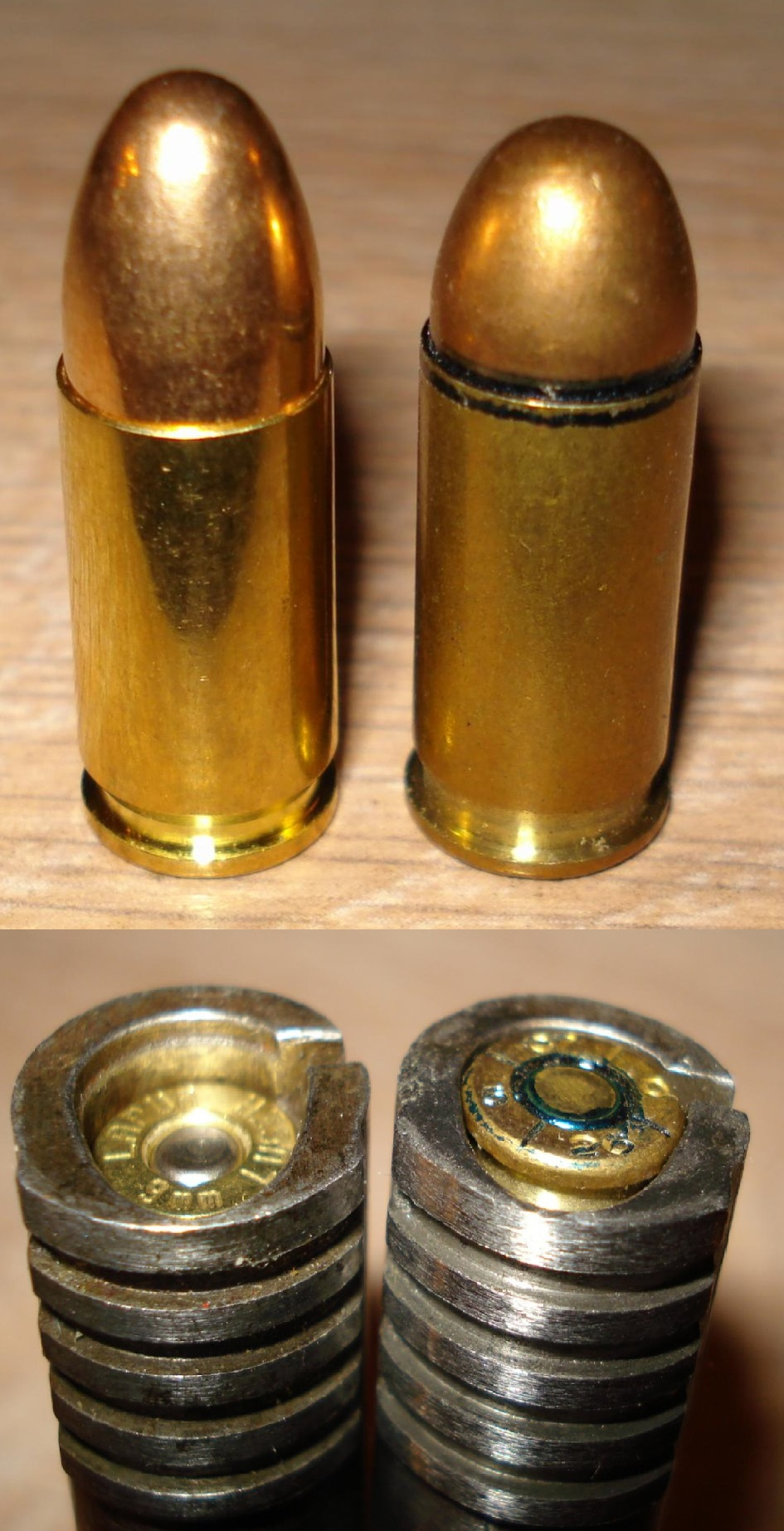
Патрон 9 mm Люгер проваливается в патронник Браунинга М1903 примерно на 4 мм (слева); патрон 9 мм Браунинг длинный фиксируется фланцем (справа).